# Beth Mallard
Pour les articles homonymes, voir Beth et Mallard.
Pas d'image ? Cliquez ici

a Compétitions nationales et continentales officielles uniquement.

b Matchs officiels uniquement.
Dernière mise à jour le 6 mars 2023.
Beth Mallard, née le 5 août 1981, est une joueuse néo-zélandaise de rugby à XV, de 1,65 m pour 80 kg, occupant les postes de pilière ou de talonneuse.

## Biographie
Beth Mallard commence sa carrière avec la province d'Otago en 1999. Elle joue également deux saisons en Angleterre avec les London Wasps (en).
Elle a fait ses débuts internationaux l'équipe de Nouvelle-Zélande en 2006.
Elle remporte la Coupe du monde féminine de rugby à XV 2006 disputée du 31 août au 17 septembre 2006 et elle dispute deux matchs (une titularisation).
Étudiante en physiologie à l'université d'Otago lors sa carrière, elle obtient un doctorat dans cette discipline en 2011.

## Palmarès
- 8 sélections en équipe de Nouvelle-Zélande entre 2006 et 2009.
- Championne du monde en 2006.